# CazéTV
CazéTV, também grifado CZTV, é um canal de esportes no YouTube e retransmitido na Prime Video, Disney+, Samsung TV Plus e Sky+, sendo os três últimos como canais lineares, especializado na transmissão de eventos esportivos. Foi criado em novembro de 2022 pelo streamer Casimiro Miguel em parceria com a LiveMode, com o objetivo de inicialmente poder transmitir a Copa do Mundo.
Após o sucesso da transmissão inicial, a CazéTV adquiriu novos conteúdos, como a Copa do Mundo FIFA de 2022, a Copa do Mundo FIFA de Futebol Feminino de 2023, o Campeonato Carioca de 2023, o Brasileirão de 2023, os Jogos Pan-Americanos de 2023, a Copa do Mundo FIFA Sub-20 de 2023, os Jogos Olímpicos de 2024, o Campeonato Paulista de 2024, a Liga Europa e a Liga Conferência da UEFA, a Eurocopa de 2024, Campeonato Paulista de 2025, o Mundial de Clubes da FIFA de 2025 e diversos campeonatos do futebol europeu como a Liga Europa, Liga Conferência, Campeonato Alemão, Campeonato Francês e a Copa da Itália. Além da transmissão de uma partida por rodada do Campeonato Brasileiro de 2025. 
Em 17 de janeiro de 2024, tornou-se o maior canal de esportes da internet brasileira.

## História

### Antecedentes
Em dezembro de 2020, a LiveMode intermediou a transmissão do jogo entre o Vasco da Gama e Athletico Paranaense pelo Brasileirão de 2020 na live da Twitch do streamer Casimiro Miguel, por meio de acesso pago. Em janeiro de 2021, ainda pelo Brasileirão de 2020, o streamer também transmitiu as partidas do Athletico contra o Flamengo e contra o Internacional.
A parceria continuou no Brasileirão de 2021, e o canal da Twitch de Casimiro Miguel transmitiu as partidas do Athletico Paranaense em casa contra o Internacional. e o Red Bull Bragantino
Em janeiro de 2022, o streamer Casimiro Miguel anunciou que transmitiria eventos esportivos em seu canal na Twitch de forma mais permanente. Logo nesse início, fechou parceria para a transmissão dos jogos do Campeonato Carioca de Futebol. Em abril, foram todos os 18 jogos do Athletico Paranaense como mandante no Brasileirão de 2022, por meio de acesso pago.

### Copa do Mundo FIFA de 2022
Em novembro de 2022, a LiveMode intermediou acordo com a FIFA para que a Copa do Mundo de 2022 fosse transmitida por Casimiro Miguel. Em seguida, Casimiro e a LiveMode anunciaram a criação de um novo canal do YouTube, denominado CazéTV, para transmitir 22 jogos da competição. A programação da CazéTV durante a Copa do Mundo também foi transmitida simultaneamente por meio do Canal do Casimiro na Twitch, e a primeira partida, entre Catar e Equador pela abertura do Mundial, teve aproximadamente 1 milhão de espectadores simultâneos. A estreia da Seleção Brasileira contra a Sérvia, pela fase de grupos, chegou a 3,5 milhões, enquanto a partida das oitavas, contra a Coreia do Sul, chegou a 5,3 milhões. O último jogo do Brasil na Copa teve pico de 6,9 milhões de visualizações simultâneas.

### Campeonato Carioca de 2023 e Mundial de Clubes
Em janeiro de 2023, o canal adquiriu os direitos de transmissão dos jogos de Botafogo e Vasco da Gama como mandantes na fase classificatória do Campeonato Carioca de 2023. Além disso, também foram adquiridos os direitos de transmissão em mídias digitais dos sete jogos da Copa do Mundo de Clubes da FIFA de 2022. Também transmitiu os jogos do Vasco na Florida Tour 2023.
Em 7 de fevereiro, foi anunciada a renovação da transmissão dos jogos como mandante do Athletico-PR no Campeonato Brasileiro, porém, ao contrário dos outros torneios, esses jogos serão restritos a membros do canal, já que em 2022, quando ainda eram transmitidos somente na Twitch, as partidas eram exibidas somente aos inscritos do canal na plataforma.

### Parceria com o Comitê Olímpico do Brasil
No dia 11 do mesmo mês, o canal fechou um acordo com o Comitê Olímpico do Brasil para produzir conteúdos do Time Brasil durante os Jogos Pan-Americanos de 2023 e os Jogos Olímpicos de Verão de 2024. No dia 24 de maio, foi anunciado que o canal realizaria a cobertura dos Jogos Pan-Americanos.

### Copa do Mundo de Futebol Feminino de 2023
Após o sucesso das transmissões da edição masculina realizada no Catar, em 21 de março de 2023, durante um evento publicitário com a Google, foi anunciado que o canal irá transmitir os jogos da Copa do Mundo de Futebol Feminino de 2023 diretamente da Austrália e da Nova Zelândia, sendo o primeiro torneio de futebol feminino a ser transmitido no serviço.

### Jogos Olímpicos de Verão de 2024
Durante as transmissões dos Jogos Pan-Americanos de 2023 em 2 de novembro, o canal anunciou que transmitiria os Jogos Olímpicos de Verão de 2024, dedicando 500 horas de transmissão ao vivo.
A CazéTV alcançou 42 milhões de espectadores durante toda a transmissão do torneio, realizando ainda a maior live da história dos esportes olímpicos, com 4 milhões de pessoas assistindo simultaneamente às finais da Ginástica Artística, quando o Brasil conquistou a medalha de bronze por equipes.

### Torneios secundários da UEFA
Em 1.º de julho de 2024, anunciou oficialmente que passará a transmitir a Liga Europa da UEFA e a Liga Conferência da UEFA por três temporadas, a partir de 2024-25.

### Campeonato Brasileiro (2023-presente)
Em 2023, a emissora começou a fazer transmissões dos jogos do Athletico Paranaense como mandante para o clube de membros do YouTube. A parceria se estendeu em 2024. No mesmo ano, foi anunciada a transmissão em sinal aberto com a parceria do YouTube entre 2025 e 2027. O acordo é de um jogo por rodada com a Liga Forte União, que reúne times como Corinthians, Internacional, Cruzeiro, Fluminense, Vasco, Botafogo, Fortaleza, Juventude, Sport e Ceará.

### Torneios da CONMEBOL (2025-presente)
Em 19 de fevereiro de 2025, a CazéTV foi anunciada como nova responsável por realizar clips & highlights da CONMEBOL Libertadores, CONMEBOL Sulamericana e a CONMEBOL Recopa, até 2026, substituindo o OneFootball.

### Copa do Mundo de Clubes da FIFA
Em 17 de março de 2025, foi anunciado que o canal transmitiria o Mundial de Clubes FIFA de 2025. Inicialmente, o acordo previa a transmissão de 39 jogos, porém em maio, ocorreu a ampliação do acordo, abrangendo todas as partidas. A transmissão do jogo entre Flamengo e Bayern de Munique atingiu um pico de 5,6 milhões de dispositivos únicos simultaneamente conectados no YouTube.

### Copa do Mundo FIFA de 2026
Em 13 de julho de 2025, antes da final da Copa do Mundo de Clubes da FIFA, o canal anunciou que transmitirá 100% dos jogos da Copa do Mundo de seleções de 2026.

## Controvérsias
Com uma cobertura mais descontraída de eventos esportivos, a CazéTV não fugiu de comentários críticos do público por conta da conduta, que chegaram até questionar a aquisição dos eventos, com três casos que causaram mais debates na mídia.

### Comentários no Pan de 2023
O primeiro caso de maior repercussão ocorreu durante os Jogos Pan-Americanos de 2023, quando parte dos telespectadores criticaram a cobertura da cerimônia de abertura pelo excesso de falatório, que acabou atrapalhando na visão do público alguns segmentos das apresentações, além das transmissões dos primeiros esportes, que acabaram causando a irritação do próprio Casimiro Miguel na cobertura pela mudança de janela sem aviso prévio. Após as críticas, Miguel gravou um vídeo reunindo os comentários negativos e prometeu fazer uma transmissão mais séria.

### Comentários nos Jogos Olímpicos de Verão de 2024
O segundo caso ocorreu durante os Jogos Olímpicos de Verão de 2024, com duas situações sendo na exibição do programa Zona Olímpica, quando Guilherme Beltrão proferiu comentários vistos como machistas para a atleta de natação artística, Gabi Regly. Nele, Beltrão teria dito que atletas sem chance de medalha vieram nas olimpíadas para "comer gente". Após a fala, a Confederação Brasileira de Desportos Aquáticos (CBDA) emitiu uma nota de repúdio, assim como Regly. A CazéTV não se manifestou a respeito da polêmica. Em seguida, Nathaly Dias tentou questionar a medalhista olímpica Adenízia da Silva à respeito do relacionamento entre a ponteira Gabi Guimarães e a ex-oposta Sheilla Castro, deixando Adenízia visivelmente constrangida, que se recusou a comentar o tema. Com a repercussão negativa, Dias se manifestou pedindo desculpas à ex-central e para as jogadoras citadas.

### Comentários no Mundial de Clubes FIFA de 2025
O terceiro caso ocorreu em meio a cobertura do Mundial de Clubes FIFA de 2025. Nele, a cobertura dos primeiros jogos chegou a incomodar uma parte do público, que avaliou como se estivessem assistindo a uma partida de videogame, além de mostrarem desconforto com o uso de gírias nas transmissões. Logo depois, no pós-jogo entre Ulsan HD Football Club x Fluminense pela segunda rodada do Mundial, o influencer Guga Tricolor realizou um comentário visto como racista ao chamar o goleiro do time sul-coreano de "fazedor de pastel de vento", deixando o streammer Casimiro e seus convidados visivelmente constrangidos no estúdio, que fizeram um gesto de reprovação com a fala. Com a saia justa no ar, Guga acabou se desculpando depois.

### Boicote de bolsonaristas
Em julho de 2025, a CazéTV se tornou alvo de boicote por parte de alguns bolsonaristas. O boicote começou após o humorista Marcelo Adnet fazer piada em uma transmissão ao vivo do quadro "Copazona" sobre uma operação da Polícia Federal na casa do ex-presidente Jair Bolsonaro (PL), naquele mesmo mês. Na piada, o humorista disse que os estúdios do programa tinham sido “invadidos” por policiais federais, e aproveitou para ironizar os rumores sobre o canal ser ligado à Rede Globo. Muitos seguidores do ex-presidente relataram que removeram a inscrição do canal, alegando que o canal está em busca de "lacração". Além disso, o próprio Casimiro, proprietário do canal, já declarou apoio ao então candidato Luiz Inácio Lula da Silva (PT) na eleição presidencial de 2022.